# Sway
„Sway” este un cântec înregistrat de grupul muzical Pussycat Dolls. Acesta a fost inclus pe primul album de studio al grupului, PCD, ca melodie bonus în unele regiuni, inclusiv în România. Piesa a face parte de pe coloana sonoră a filmului Shall We Dance?. Single-ul nu a intrat în clasamente în nicio țară din lume, în 2004, fiind lansat doar în variantă video. Totuși în 2006, „Sway” a activat în Romanian Top 100, clasamentul național al României, atingând poziția cu numărul 28. Cântecul a debutat în clasament pe data de 13 februarie, pe locul 67, fiind cel de-al doilea cel mai bun debut al săptămâni, doar după cântecul Madonnei, „Sorry” (locul 47).

## Clasamente
| Clasament              | Poziția maximă | Referință |
| ---------------------- | -------------- | --------- |
| Romanian Singles Chart | 26             | [ 2 ]     |